# Aemilia gens
Az Aemilia gens az egyik legnevesebb patricius nemzetség (gens) nomenje (neve) volt az ókori Rómában. Férfi tagjainak neve Aemilius, a nőké Aemilia volt.
Egyes ókori elméletek szerint Mamercustól, Püthagorasz fiától származtak, akinek mellékneve Aimiliosz, azaz "elbájoló" volt. Más elméletek szerint a család Numa Pompiliustól, Róma második királyától származik, aki Plutarkhosz tisztelőjeként negyedik fiát Plutarkhosz fiáról nevezte el.
A nemzetség ágai:  Barbula, Buca, Lepidus, Mamercus, Papus, Paullus, Regilus, Scaurus. Közülük az Aemilius Lepidusok lettek a leghíresebbek.